# August Klughardt

August Klughardt

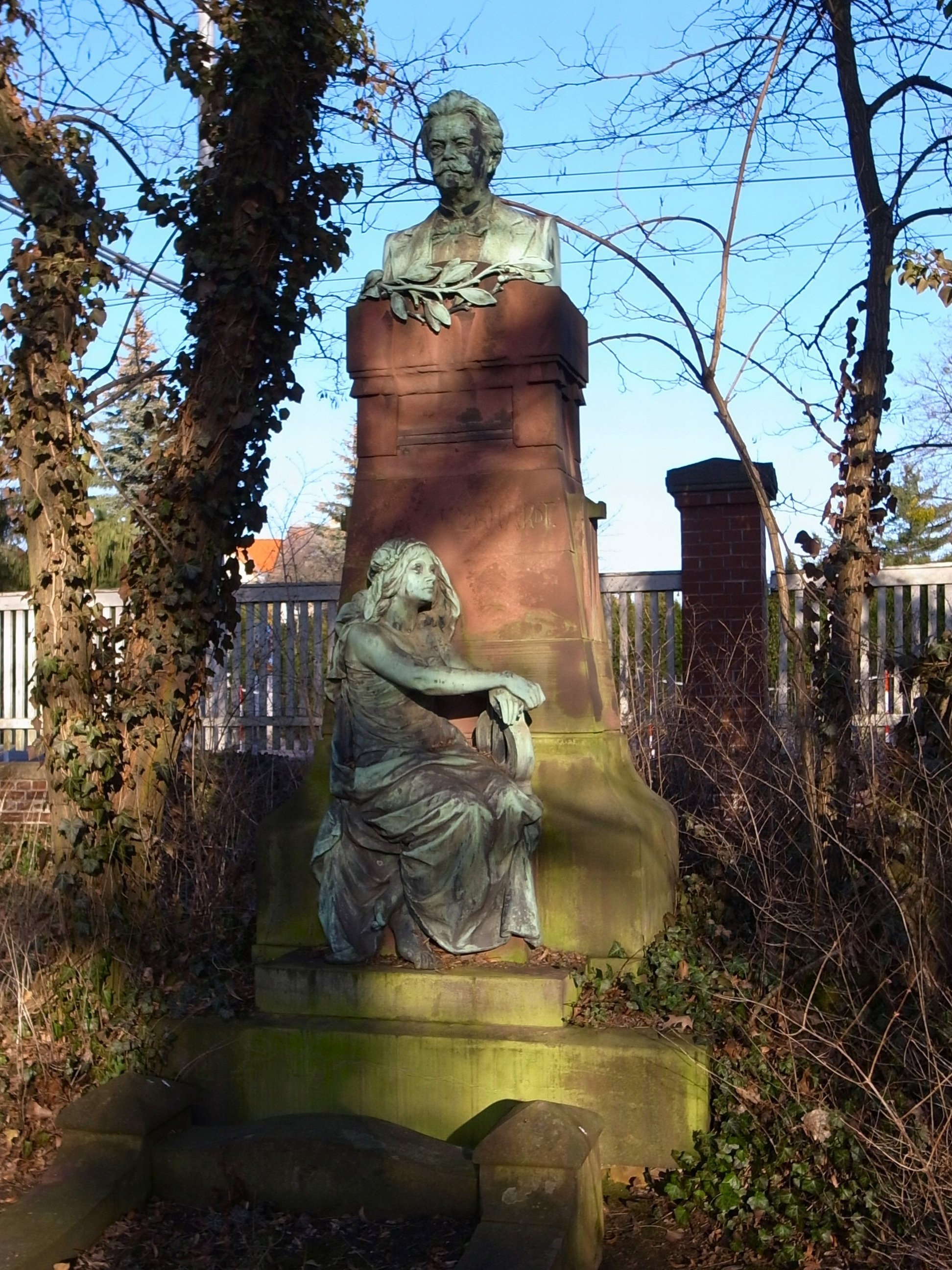
Grabanlage auf dem Dessauer Friedhof III

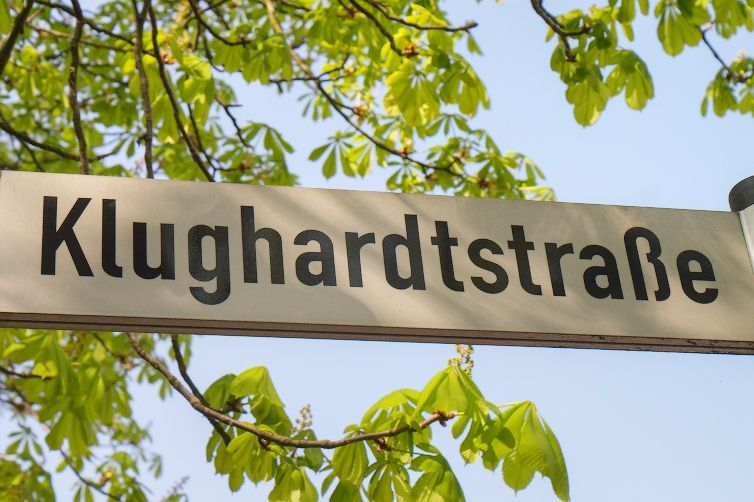
Straßenschild Klughardtstraße Dessau-Roßlau

August Friedrich Martin Klughardt (* 30. November 1847 in Köthen (Anhalt); † 3. August 1902 in Dessau) war ein deutscher Komponist und Dirigent.

## Vita
Klughardt erhielt ersten Klavier- und Musiktheorieunterricht im Alter von 10 Jahren und begann bald, für einen von ihm gegründeten Musikzirkel am Gymnasium erste Stücke zu komponieren. 1863 zog die Familie nach Dessau um; im folgenden Jahr debütierte Klughardt als Pianist. Nach seinem Abitur ging er 1866 nach Dresden, um dort weiteren Unterricht zu nehmen. In dieser Zeit trat er mit ersten Kompositionen an die Öffentlichkeit. Ab 1867 war er vor allem als Dirigent tätig; zunächst wirkte er am Stadttheater in Posen (1867/1868), danach eine Spielzeit am Stadttheater in Neustrelitz und schließlich einige Monate in Lübeck. Von 1869 bis 1873 war er als Großherzogl. Musikdirektor am Hoftheater in Weimar tätig, wo er mit Franz Liszt Bekanntschaft schloss, was für sein weiteres Schaffen von großer Bedeutung sein sollte. 1873 ging Klughardt erneut nach Neustrelitz, um dort als alleiniger Dirigent und ab 1880 als Direktor zu wirken. 1876 wohnte er den ersten Bayreuther Festspielen bei. Im Jahre 1882 nahm er die Stelle des Hofkapellmeisters in Dessau an, was er bis zu seinem Tode blieb. In den Jahren 1892 und 1893 dirigierte er Richard Wagners Ring.
Klughardt wurden verschiedene Ehrungen zuteil, so wurde ihm 1880 vom Herzog Friedrich I. von Anhalt der Verdienstorden für Wissenschaft und Kunst verliehen, 1883 wurde er als Ritter I. Klasse in den Herzoglichen Hausorden Albrecht des Bären aufgenommen. 1898 wurde er Mitglied der Berliner Akademie der Künste, 1900 Ehrendoktor der Universität Erlangen. Auch erhielt er das Angebot, sich für die Leitung der Sing-Akademie zu Berlin zu bewerben, was er jedoch ablehnte.

## Stil
Klughardts Begegnung mit Franz Liszt in Weimar legte den Grundstein für seine Begeisterung für die Neudeutsche Schule, insbesondere für Richard Wagner. Dies zeigt sich auch in seinem Schaffen, in welchem einige Einflüsse dieser Richtung erkennbar sind. Seine Bewunderung für Wagner und Liszt hinderte ihn jedoch nicht daran, die Gattung der Sinfonie und der Kammermusik ausgiebig zu pflegen; zudem schrieb er keine einzige sinfonische Dichtung, sondern programmatische Ouvertüren. Ohnehin ist der Einfluss Robert Schumanns auf sein Schaffen weitaus dominanter. Klughardt bemühte sich um eine Synthese dieser beiden ungleichen Strömungen, indem er etwa in seinen Opern zwar Gebrauch von der Leitmotivik Wagners machte, andererseits aber nicht von der alten Nummernoper abrückte. In einigen Werken zeigt er sich sehr deutlich als Kind seiner Zeit, vor allem in den patriotischen Wallungen von Kompositionen wie dem Chorwerk Die Grenzberichtigung (anlässlich des Sieges Deutschlands im Deutsch-Französischen Krieg). Insgesamt ist Klughardt trotz seines Interesses an neueren Strömungen als eher konservativer Komponist anzusehen. Heute ist er fast vergessen; lediglich drei seiner Werke werden gelegentlich noch gespielt: das Violoncellokonzert, die Schilflieder und das Bläserquintett.

## Werke
- Sinfonien
  - Waldleben, Sinfonie f-Moll (1871, zurückgezogen und heute verschollen)
  - Sinfonie Nr. 1 d-Moll op. 27 Lenore (1872)
  - Sinfonie Nr. 2 f-Moll op. 34 (1876)
  - Sinfonie Nr. 3 D-Dur op. 37 (1879)
  - Sinfonie Nr. 4 c-Moll op. 57 (1890, veröffentlicht 1892)
  - Sinfonie Nr. 5 c-Moll op. 71 (1892–97, Bearbeitung des Streichsextetts cis-Moll)
- Andere Orchesterwerke
  - Suite a-Moll op. 40 (1883)
  - Auf der Wanderschaft, Suite op. 67 (1896, ursprünglich für Klavier)
  - Sophonisbe, Ouvertüre op. 12 (1869)
  - Die Wacht am Rhein. Siegesouvertüre op. 26 (1871)
  - Im Frühling, Konzertouvertüre E-Dur op. 30 (um 1869–73)
  - Konzert-Ouvertüre G-Dur op. 45 (1884)
  - Festouvertüre zur hundertjährigen Jubelfeier des Hoftheaters in Dessau Es-Dur op. 78 (1898)
  - Violinkonzert D-Dur op. 68 (1895)
  - Violoncellokonzert a-Moll op. 59 (um 1890)
  - Konzertstück für Oboe und Orchester F-Dur op. 18 (um 1870)
  - Romanze für Baßklarinette und Orchester
- Opern
  - Mirjam, Oper in 3 Akten op. 15 (um 1870, UA 11. April 1871 in Weimar)
  - Iwein, Oper in 3 Akten op. 35 (1877/78, UA 28. März 1878 in Neustrelitz)
  - Gudrun, Oper in 3 Akten op. 38 (1881, UA 31. Januar 1881 in Neustrelitz)
  - Die Hochzeit des Mönchs, Oper in 4 Akten op. 48 (um 1885, UA 19. November 1886 in Dessau / UA der Neufassung 15. November 1889 in Neustrelitz)
- Andere Vokalwerke
  - Die Zerstörung Jerusalems, Oratorium nach Leopold Gerlach für Soli, Chor und Orchester op. 75 (um 1898)
  - Judith, Oratorium nach Leopold Gerlach für Soli, Chor und Orchester op. 85 (um 1900)
  - Chöre (u. a. Die Grenzberichtigung für Männerchor op. 25, 1871)
  - Lieder
- Kammermusik
  - Streichquartett Nr. 1 F-Dur op. 42 (um 1883)
  - Streichquartett Nr. 2 D-Dur op. 61 (um 1890)
  - Streichquintett g-Moll op. 62 (um 1890)
  - Streichsextett cis-Moll (ursprünglich op. 58, 1892, verschollen)
  - Klaviertrio B-Dur op. 47 (um 1885)
  - Klavierquintett g-Moll op. 43 (um 1883)
  - Schilflieder, 5 Fantasiestücke nach Gedichten von Lenau für Klavier, Oboe und Viola op. 28 (1872)[3]
  - Bläserquintett C-Dur op. 79 (um 1898)

## Denkmal
Das Grabmal des Komponisten, geschaffen nach dem Entwurf des Bildhauers Emanuel Semper, wurde auf dem Friedhof III in Dessau errichtet. Direkt neben dem Friedhof III verläuft die nach dem Künstler benannte Klughardtstraße.

## Nachruhm, Diskografie
Nur wenige seiner Werke sind auf Tonträger erhältlich:
- das auf Ersteinspielungen spezialisierte schwedische Label 'Sterling' veröffentlichte 2003 eine CD mit Werken von Klughardt: Auf der Wanderschaft-Suite op. 67, Konzert-Ouvertüre in G-Dur op. 45, Konzertstück für Oboe & Orchester op. 18, Cellokonzert in a-moll op. 59[4]

- das Klassiklabel 'Antes Edition' veröffentlichte 2003/04 die 'Auf der Wanderschaft-Suite' op. 67[5]

- seine Symphonie Nr. 3 D-Dur op. 37 und sein Violinkonzert D-Dur op. 68 wurden 2009 vom Label cpo eingespielt[6]

- seine Symphonie Nr. 5 c-moll op. 71 und zwei Ouvertüren wurden 2013 vom Label cpo eingespielt[7]

- das Klassiklabel MDG veröffentlichte 2009/10 Klavierquintett op. 43 und Streichquintett op. 62 mit dem Leipziger Streichquartett[8]

- das Klassiklabel Avi music veröffentlichte 2012 in der Reihe "Musica Autentica" Einspielungen vom Streichquartett F-Dur op. 42 und Klavierquintett g-moll op. 43 auf historischen Instrumenten mit Tobias Koch und dem Pleyel Quartett Köln[9]
- das Klassiklabel GENUIN veröffentlichte 2016 in Zusammenarbeit mit dem MDR das Klaviertrio B-Dur op. 47 mit dem TrioSono
- das Quintette Aquilon hat im Jahre 2012 das Bläserquintett op.79 für das Label chrystel eingespielt (erschienen am 23. August 2013)